# Хамадиев, Дарвис Яхиевич
Дарвис Яхиевич Хамадиев (3 января 1947 — 19 января 2025, Екатеринбург) — советский футболист, нападающий.

## Биография
Воспитанник свердловского футбола, тренер — Михаил Уласевич.
Начал взрослую карьеру в 1966 году в свердловской команде «Калининец» в классе «Б», в том же сезоне стал со своей командой победителем зонального турнира. В 1967 году перешёл в ведущую команду города — «Уралмаш», но там не задержался и вернулся в «Калининец». В 1968 году снова стал победителем зонального турнира класса «Б», забив в том сезоне 12 голов, а в 1969 году выступал во второй группе класса «А».
В 1970 году вместе с рядом футболистов из лишившегося статуса команды мастеров «Калининца» перешёл в «Уралмаш», где стал игроком основного состава. За полтора сезона в первой лиге забил 19 голов.
В ходе сезона 1971 года перешёл в ЦСКА, где преимущественно играл за дубль. В основном составе армейцев сыграл только один матч в Кубке СССР — 2 марта 1972 года против «Спартака» Орджоникидзе. Забил не менее 6 голов в первенстве дублёров.
Весной 1972 года вернулся в «Уралмаш», где выступал до конца карьеры. В 1973 и 1976 годах становился победителем зонального и финального турниров второй лиги. В 1973 году стал автором 27 голов в первенстве, что является вторым результатом в истории клуба (в 1967 году Геннадий Епишин забил 28 мячей). Всего в составе «Уралмаша» сыграл 255 матчей и забил 88 голов в первенствах страны, по числу голов занимает второе место в истории клуба после Николая Сергеева (96).
В 1980 году входил в тренерский штаб нижнетагильского «Уральца». После распада СССР работал в мини-футбольном клубе «Финпромко-Альфа».
Умер в январе 2025 года в возрасте 78 лет.

## Достижения
- Победитель второй лиги СССР: 1966, 1968, 1973, 1976

## Личная жизнь
Сын Дамир (род. 1981) выступал за сборную России по мини-футболу, стал рекордсменом Суперлиги по числу сыгранных матчей (667); по завершении карьеры игрока перешёл на тренерскую работу.